# アイナルス・コバルス
アイナルス・コバルス（Ainārs Kovals、1981年11月21日 - ）は、ラトビアの男子陸上競技選手、専門はやり投。身長192cm、体重106kg。リガ出身。2008年北京オリンピックでは86m64の自己ベストを記録し、アンドレアス・トルキルドセンに次ぐ2位に入り銀メダルを獲得した。その他、ユニバーシアードを2度制した。

## 主な戦績
| 年度 | 大会名                             | 開催地                        | 順位 | 記録     |
| ---- | ---------------------------------- | ----------------------------- | ---- | -------- |
| 2005 | 世界陸上競技選手権                 | ヘルシンキ（ フィンランド）   | 7位  | 77m61    |
| 2005 | ユニバーシアード                   | イズミル（ トルコ）           | 優勝 |          |
| 2006 | ヨーロッパ陸上競技選手権           | イェーテボリ（ スウェーデン） | 5位  | 85m95 PB |
| 2006 | IAAFワールドアスレチックファイナル | シュトゥットガルト（ ドイツ） | 5位  |          |
| 2007 | ユニバーシアード                   | バンコク（ タイ）             | 3位  |          |
| 2008 | 北京オリンピック                   | 北京( 中華人民共和国)         | 2位  | 86m64 PB |
| 2009 | ユニバーシアード                   | ベオグラード( セルビア)       | 優勝 |          |
| 2009 | IAAFワールドアスレチックファイナル | テッサロニキ( ギリシャ)       | 7位  | 80m07    |

PB - 自己記録

## 記録
- やり投 - 86m64（2008年）

## 参考資料・外部リンク
- アイナルス・コバルス - ワールドアスレティックスのプロフィール（英語）
- アイナルス・コバルス - Olympedia（英語）